# بيارن بيدرسن
بيارن بيدرسن (بالدنماركية: Bjarne Pedersen)‏ هو مجدف دنماركي، ولد في 18 يناير 1944 في Mou Parish ‏ في الدنمارك.

## وصلات خارجية
- بيارن بيدرسن على موقع الاتحاد الدولي للتجديف (الإنجليزية)
- بيارن بيدرسن على موقع اللجنة الأولمبية الدولية (الإنجليزية)
- بيارن بيدرسن على موقع أوليمبيديا (الإنجليزية)